# Homer S. Ferguson

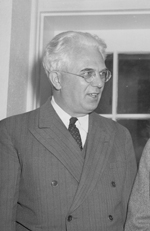
Homer S. Ferguson

Homer Samuel Ferguson, född 25 februari 1889 i Harrison City, Pennsylvania, död 17 december 1982 i Grosse Pointe, Michigan, var en amerikansk republikansk politiker, diplomat och jurist. Han representerade delstaten Michigan i USA:s senat 1943–1955.
Ferguson studerade vid University of Pittsburgh och University of Michigan. Han inledde 1913 sin karriär som advokat i Detroit. Han undervisade i juridik vid Detroit College of Law 1929–1939 samt tjänstgjorde som domare 1929–1942.
Ferguson besegrade sittande senatorn Prentiss M. Brown i senatsvalet 1942. Han omvaldes 1948 men besegrades i senatsvalet 1954 av utmanaren Patrick V. McNamara.
Ferguson tjänstgjorde som USA:s ambassadör i Manila 1955–1956. Därefter tjänstgjorde han som domare i en militär appellationsdomstol i Washington, D.C. fram till 1971.
Ferguson var presbyterian. Han gravsattes på Woodlawn Cemetery i Detroit.